# Palazzo Brancacci Magheri
Palazzo Brancacci Magheri è situato in piazza Duomo a Prato, davanti al pulpito di Donatello e alla cattedrale a lato di Palazzo Vestri in angolo con via Firenzuola.

## Storia
Rimodellato nelle forme attuali alla fine del XIX secolo, quando anche gli altri edifici della piazza, come l’attiguo Palazzo Vestri, hanno subito un rifacimento neoclassico, è situato sul lato sud di piazza del Duomo  all’angolo con via Agnolo Firenzuola.
Tra gli abitanti illustri del palazzo si ricorda nella metà del XV secolo Nicola di Bartolomeo di Nicola Brancacci, immatricolato come notaio il 28 agosto 1421. La famiglia Brancacci, arricchitasi sul finire del XIV secolo con l’esercizio dell’arte della lana, otteneva in ser Nicola il suo primo rappresentante all’interno del prestigioso mondo del notariato; morì ancora giovane attorno al 1426, così come la moglie di cui non conosciamo il nome. Nel catasto del 1428 i tre figli di ser Nicola sono allibrati insieme all’anziana nonna, la quale implora misericordia per la sua famiglia; in quella dichiarazione essa dichiara, oltre alla proprietà della casa di Porta Travaglio, un pezzo di terra nei sobborghi ed una casa con terra attorno nel comune di Montemurlo. 
In epoca imprecisata è arrivato nella proprietà dell’Opera del Sacro Cingolo dove resta fino al 1785, anno di soppressione dell’ente religioso.
È stato di proprietà della famiglia Magheri fino alla vendita all'asta avvenuta alla fine '800.
Il piano terreno era adibito a bottega.

## Descrizione
Composto di quattro piani fuori terra, è elegante e ben proporzionato. Ogni piano ha sei finestre allineate ed un portone sul lato principale, mentre l’ingresso di servizio è ubicato lateralmente in via Firenzuola.
La prima cerchia muraria della città è inglobata all'interno della struttura.